# Solanum barbulatum
Solanum barbulatum är en potatisväxtart som beskrevs av Alexander Zahlbruckner. Solanum barbulatum ingår i släktet skattor som ingår i familjen potatisväxter. Inga underarter finns listade i Catalogue of Life.